# Warm and Cozy
Warm and Cozy (en hangul, 맨도롱 또똣; romanización revisada, Maendorong Ttottot),  conocida también en español como Cálido y acogedor, es una serie de televisión de surcoreana emitida desde el 13 de mayo hasta el 2 de julio de 2015 por MBC, escrita por las hermanas Hong, Jeong Eun y Mi Ran, basándose en la fábula La cigarra y la hormiga.
Protagonizada por Yoo Yeon Seok y Kang So Ra, cuenta la historia de una pareja joven, que trabaja en el restaurante Cálido y acogedor en la isla de Jeju, ubicada en la costa sur de Corea. La serie se extendió en 16 episodios emitidos las noches de cada miércoles y jueves a las 22:00 (KST), ocupando el horario de Mamá enojada.

## Argumento
Lee Jung Joo (Kang So Ra) luchó y trabajó duro toda su vida, nunca consiguiendo un descanso, dejándola perpetuamente malhumorada. En sus cinco años como empleada administrativa en una empresa de ropa en Seúl, nunca perdió un día de trabajo. Pero eso no le impidió perder su trabajo, su casa y su novio en una rápida sucesión, por lo que involuntariamente pone en marcha para iniciar una nueva vida en la isla de Jeju.
Allí se encuentra con Baek Gun Woo (Yoo Yeon Seok), chef y propietario del restaurante Cálido y acogedor (맨도롱 또똣). Jung Joo se reúne con Baek Gun Woo previamente durante su décimo octavo cumpleaños, pensando erróneamente que eran gemelos. Jung Joo primero lo confunde con un estafador, ya que parece que no puede ayudarse a sí mismo, a dejar de decir mentiras encantadoras.
Gun Woo es un relajado y romántico, proveniente de una familia rica que solo hace lo que le da la gana hacer, incluyendo la apertura de un restaurante en Jeju, simplemente porque es donde vive su amor platónico. Jung Joo choca sobre las diferentes personalidades y prioridades de Gun Woo, pero finalmente todos los enredos se transforman en amor.

## Reparto

### Personajes principales
- Yoo Yeon-seok como Baek Geon Woo.
- Kang So Ra como Lee Jung Joo.

### Personajes secundarios
- Lee Sung-jae como Song Jung-geun.
- Kim Sung-oh como Hwang Wook.
- Lee Han-wi como Gong Jong-bae.
- Seo Yi An como Mok Ji Won.
- Kim Hee Jung como Kim Hae Shil.
- Ok Ji Young como Cha Hee Ra
- Jinyoung como Jung Poong San.
- Kim Mi Jin como Bu Mi Ra.
- Lee Yong Yi como Noh Bok Nyeo.
- Gu Bon Im como Go Yoo Ja.
- Choi Sung Min como Park Dong Soo.
- Lee Sang Hyun como Asistente Jang
- Lee Joong Moon como ex novio de Jung Joo.
- Na Seung Ho.

### Apariciones especiales
- So Ji Sub como dueño del café.
- Go Kyung Pyo como Jung Min.
- Lee Jung Moon
- Kim Wang Gyu
- Lee Hwi Hyang
- Seon Woo Jae Deok
- Song Ok Suk
- Muzie
- Kim Won Hyo
- Shim Jin Hwa
- Shin Dong-mi directora de la galería (ep. #10)
- Kim Kwang-kyu como Mr Gong (ep. #1)

## Producción
Originalmente la serie iba a ser llamada «Jeju Island Gatsby» (제주도 개츠비), adicionalmente el título final otorgado está escrito en el dialecto propio de la isla, el Idioma jeju «Maendorong Ttottos» (맨도롱 또똣) que significa cálido y acogedor. El papel principal fue otorgado a Kim Woo Bin, pero este luego de discusiones, lo rechazo.

## Banda sonora
| N.º | Título                                 | Artista                    | Duración |  |
| 1.  | «Thank U»                              | K.Will                     | 3:24     |  |
| 2.  | «Butterfly»                            | Ha Neul Hae, Kong Bo Kyung | 3:29     |  |
| 3.  | «더 가까이» (A Little Closer)          | Hyolyn                     | 3:40     |  |
| 4.  | «보이지 말아줘» (Please Don't Be Seen) | Jubee (Sunny Hill)         | 3:36     |  |
| 5.  | «널 위한거야» (All for You)            | Son Seung Yeon             | 4:09     |  |
| 6.  | «Jeju Hands»                           | Voiture                    | 2:37     |  |
| 7.  | «라라 테마» (Lala Theme)               | Voiture                    | 2:47     |  |
| 8.  | «Funning Guitar»                       | Varios artistas            | 2:03     |  |
| 9.  | «I Missing You» (2:07)                 | Varios artistas            | 2:12     |  |
| 10. | «In Deserted House»                    | Varios artistas            | 1:41     |  |
| 11. | «Broken Heart»                         | Varios artistas            | 2:01     |  |
| 12. | «Sea of Love»                          | Varios artistas            | 2:51     |  |
| 13. | «Falling»                              | Varios artistas            | 3:13     |  |

## Recepción

### Audiencia
| Ep. #    | Fecha de emisión    | Cuota de audiencia | Cuota de audiencia | Cuota de audiencia | Cuota de audiencia |
| Ep. #    | Fecha de emisión    | TNmS Ratings       | TNmS Ratings       | AGB Nielsen        | AGB Nielsen        |
| Ep. #    | Fecha de emisión    | Nacional           | Seúl               | Nacional           | Seúl               |
| -------- | ------------------- | ------------------ | ------------------ | ------------------ | ------------------ |
| 1        | 13 de mayo de 2015  | 6.4 %              | 7.8 %              | 6.3 %              | 7.3 %              |
| 2        | 14 de mayo de 2015  | 5.8 %              | 7.5 %              | 5.6 %              | 6.5 %              |
| 3        | 20 de mayo de 2015  | 7.7 %              | 10.1 %             | 6.6 %              | 7.5 %              |
| 4        | 21 de mayo de 2015  | 6.7 %              | 8.4 %              | 6.7 %              | 7.4 %              |
| 5        | 27 de mayo de 2015  | 7.7 %              | 9.1 %              | 7.0 %              | 7.7 %              |
| 6        | 28 de mayo de 2015  | 7.8 %              | 11.0 %             | 7.5 %              | 8.3 %              |
| 7        | 3 de junio de 2015  | 8.2 %              | 9.8 %              | 7.0 %              | 8.1 %              |
| 8        | 4 de junio de 2015  | 7.6 %              | 10.2 %             | 7.6 %              | 8.2 %              |
| 9        | 10 de junio de 2015 | 8.6 %              | 10.9 %             | 8.1 %              | 8.8 %              |
| 10       | 11 de junio de 2015 | 8.5 %              | 11.3 %             | 8.8 %              | 9.2 %              |
| 11       | 17 de junio de 2015 | 7.6 %              | 10.3 %             | 7.8 %              | 8.7 %              |
| 12       | 18 de junio de 2015 | 7.5 %              | 9.2 %              | 8.2 %              | 9.0 %              |
| 13       | 24 de junio de 2015 | 7.1 %              | 9.0℅               | 7.5 %              | 7.8℅               |
| 14       | 25 de junio de 2015 | 7.2℅               | 9.2℅               | 7.6 %              | 8.6℅               |
| 15       | 1 de julio de 2015  | 8.5℅               | 11 %               | 7.7℅               | 8.4 %              |
| 16       | 2 de julio de 2015  | 7.7℅               | 9℅                 | 7.6℅               | 8.3℅               |
| Promedio | Promedio            | 7.5 %              | 9.7 %              | 7.4 %              | 8.1 %              |

## Premios y nominaciones
| Año  | Categoría                           | Premio          | Nominado     | Resultado |
| ---- | ----------------------------------- | --------------- | ------------ | --------- |
| 2015 | Mejor actor de reparto en miniserie | MBC Drama Award | Lee Sung-jae | Nominado  |

## Emisión internacional
- Ecuador: Teleamazonas (2018).
- Filipinas: Jeepney TV y Asianovela Channel (2018).
- Hong Kong: TVB Korean Drama (2015-2016).
- Perú: Willax Televisión (2017, 2018).
- Latinoamérica: Pasiones (2018).
- Taiwán: Videoland Drama (2016).